# Coat of Arms
A Coat of Arms a svéd Sabaton power metal zenekar hatodik stúdióalbuma, mely 2010. május 21-én jelent meg.
A dalok továbbra is egy-egy nagyobb háborúról vagy csatáról szólnak, többségük a második világháborúból, mint például a Bastogne-i, vagy a Midwayi. Némely dal viszont más nemzeti harcot vagy összecsapást dolgoz fel, találunk rajta egy dalt a finnek legjobb mesterlövészéről, Simo Häyhäról, aki a Téli háború idején nem kevesebb mint 500 ellenséget ölt meg, az utolsó szám pedig újfent egy 'tisztelgés' a metal nagyjai előtt.

## Az album dalai
1. Coat of Arms - 3:35
2. Midway - 2:29
3. Uprising - 4:55
4. Screaming Eagles - 4:07
5. The Final Solution - 4:56
6. Aces in Exile - 4:22
7. Saboteurs - 3:15
8. Wehrmacht - 4:14
9. The White Death - 4:10
10. Metal Ripper - 3:50
11. Coat of Arms (Instrumental) - 3:35
12. Metal Ripper (Instrumental) - 3:50

11-12: Limitált kiadás bónusz

## Közreműködők
- Joakim Brodén - ének
- Rikard Sundén - gitár
- Oskar Montelius - gitár
- Pär Sundström - basszusgitár
- Daniel Mullback - dob
- Daniel Mÿhr - billentyűs hangszerek

## Külső hivatkozások
- Az együttes hivatalos oldala (angolul)
- metal-archives.com
- Sabaton dalszövegek (angolul)